# Kha'in Ahmed Pascià
Kha'in Ahmed Pascià Rockamadhi (Albania, ... – Egitto, 1524) è stato un politico albanese.

## Biografia
Mandato da Solimano il Magnifico a governare l'Egitto, si ribellò all'impero ottomano e fu giustiziato nel 1524.

## Famiglia
Sposò Ilaldi Sultan, una figlia di Bayezid II. Ebbero un figlio e una figlia: 
- Sultanzade Koçi Bey, sposò sua cugina Hanzade Hanımsultan, figlia di Selçuk Sultan ed ebbe un figlio, Ahmed Çelebi.
- Şahzade Aynişah Hanımsultan (? – 1570), sposò Abdüsselâm Çelebi ed ebbe una figlia, Ümmihan Hanımsultan.